# Tylochromis jentinki
Tylochromis jentinki är en fiskart som först beskrevs av Steindachner, 1894.  Tylochromis jentinki ingår i släktet Tylochromis och familjen Cichlidae. IUCN kategoriserar arten globalt som livskraftig. Inga underarter finns listade i Catalogue of Life.